# Ambleville (Charente)

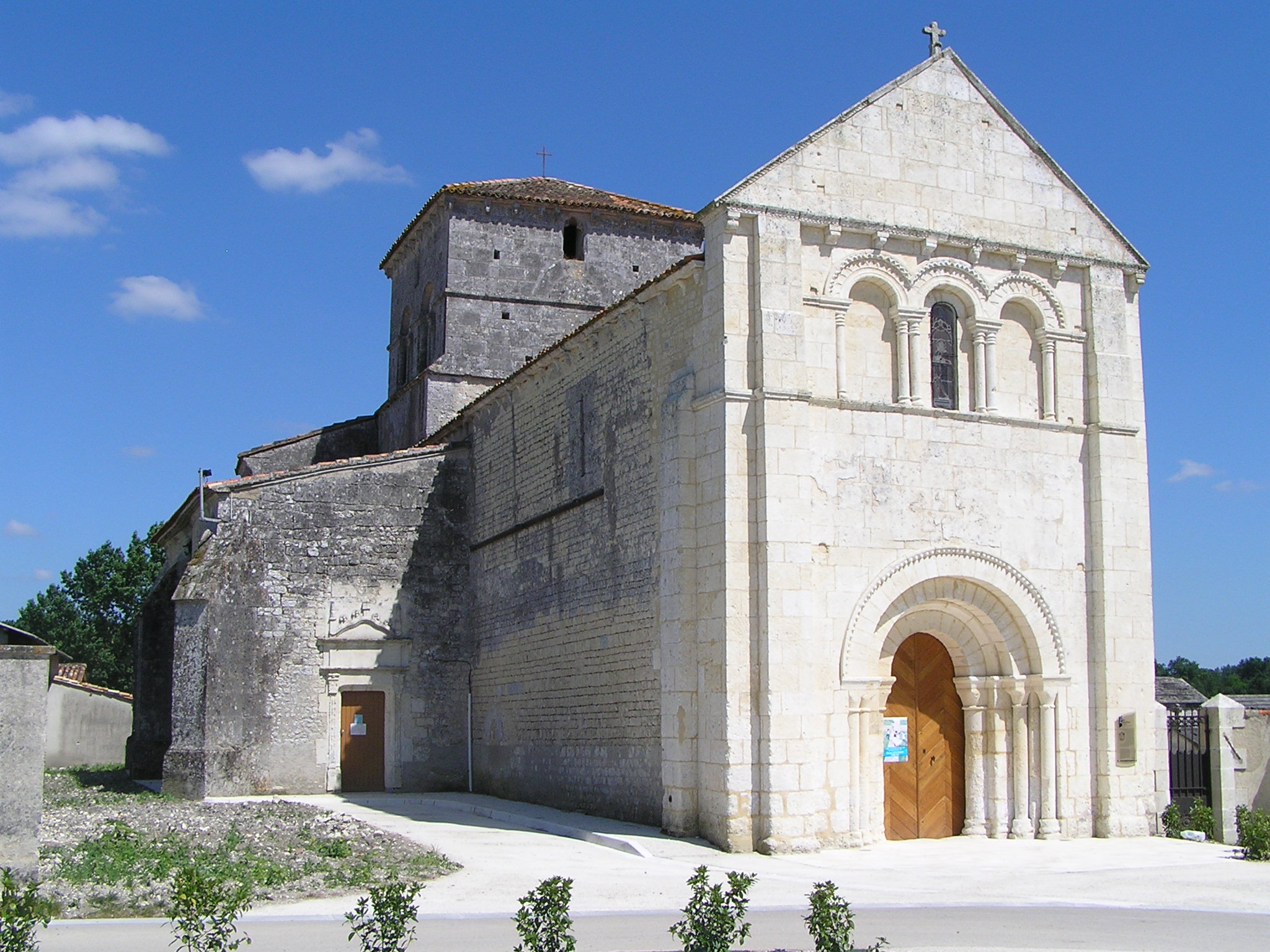
Kościół w Ambleville

Ambleville – miejscowość i gmina we Francji, w regionie Nowa Akwitania, w departamencie Charente.
Według danych na rok 2004 gminę zamieszkiwało 220 osób, a gęstość zaludnienia wynosiła 43 osób/km² (wśród 1467 gmin regionu Poitou-Charentes Ambleville plasuje się na 783. miejscu pod względem liczby ludności, natomiast pod względem powierzchni na miejscu 1070.).